# Литвиновка (Полтавская область)
Литвиновка (укр. Литвинівка) — село,
Демидовский сельский совет,
Решетиловский район,
Полтавская область,
Украина.
Код КОАТУУ — 5324280503. Население по переписи 2001 года составляло 251 человек.

## Географическое положение
Село Литвиновка находится на правом берегу реки Ольховатая Говтва, которая через 6 км впадает в реку Говтва,
выше по течению примыкает село Демидовка,
ниже по течению на расстоянии в 2,5 км расположено село Шкурупиевка,
на противоположном берегу — село Пустовары.
Река в этом месте извилистая, образует лиманы, старицы и заболоченные озёра.

## Известные уроженцы
- Давиденко, Иван Евгеньевич (1906—1990) — участник Великой Отечественной войны 1941—1945 гг., полный кавалер ордена Славы.